# Aristippos z Kyrény
Aristippos z Kyrény (řec. Ἀρίστιππος ὁ Κυρηναῖος, Aristippos hò Kyrēnaíos; lat. Aristippus Cyrenaeus; asi 435 př. n. l. Kyréna – 355 př. n. l. Kyréna) byl řecký filozof, žák Sókratův, zakladatel kyrénské školy, stoupenec hédonismu. Za cíl života považoval dosahování slasti.

## Život
Aristippos se narodil v Kyréně, kde pravděpodobně poslouchal přednášky Prótagora, který tam nějaký čas pobýval. Sókratova proslulost ho přilákala do Athén, a to asi v roce 416 př. n. l.; stal se jeho žákem. Ač byl sám zámožný, dával si – na rozdíl o Sókrata – za své přednášky platit. Aristippos mnoho cestoval. Když Sókrates zemřel (399 př. n. l.), byl prý na Aigině.
Ve stejné době jako Platón (tj. kolem let 389–388 př. n. l.) pobýval na Sicílii na dvoře syrakuského tyrana Dionysia I. a pak ještě jednou v roce 361 př. n. l. na dvoře tyrana Dionysia II. Na sklonku svého života žil ve své rodné Kyréně, kde založil kyrénská školu. Mezi jeho posluchači byla i jeho dcera Arété, která po jeho smrti převzala vedení školy a poté ji předala svému synovi Aristippovi Mladšímu (4./3. století př. n. l.).
Diogenés Laertios uvádí početný seznam Aristippových spisů, ale zároveň zaznamenává již v antice vzniklé pochybnosti o jejich pravosti. Z Aristippových děl se nezachovaly téměř žádné autentické zlomky. Dosti četné informace o jeho učení pocházejí od jiných autorů, přičemž není vždy jasné, zda se nejedná o názory Aristippa Mladšího nebo některého jiného stoupence kyrénské školy.
O Aristippovi se tradovalo, že se dovedl „přizpůsobit místu, času i osobě a choval se přiměřeně za všech okolností". Básník Horatius to vyjádřil veršem: „Dobře se Aristippos v stav každý i poměry uměl vpravit: směřoval výš, vždy spokojen s přítomným stavem."  O Aristippově věhlasu svědčí i skutečnost, že ho Cicero řadil vedle Sókrata a přisuzoval mu velké a božské přednosti.

## Filozofie
Aristippos považoval za cíl života rozkoš (slast). Podle jeho názoru se člověk vyhýbá bolesti a strasti, ale tíhne ke slasti. Slast je „mírný pohyb" přecházející do našeho vnímání, strast je „pohyb prudký". Připodobňuje to k moři: mírný pohyb mořských vln je slast, rozbouřené moře je strast, klidné moře je stav bezbolestnosti a absence rozkoše.
Rozkoš považoval za stav tělesný, je to stav pozitivní, chvilkový, který prožíváme v současnosti. Odtud pochází citát: "Náš je jen přítomný okamžik."  Rozkoše je třeba neodkládat, protože nevíme, zda bude budoucnost, je nejistá. Doporučoval všem, aby se oddávali rozkoším – cele, bez odkladu. Dokonce i těm, které pocházejí z "nejošklivějších pramenů". Bohatství sice není žádoucí samo o sobě, ale přece jenom pomáhá k rozkoši.
Také však hlásal, že se rozkošemi nesmíme nechat ovládnout, chuť užívat musíme umět mít ve své moci. Rozkoš podle něj neovládá ten, kdo se jí zříká, ale ten, kdo nedovolí, aby ho ovládala.
Tak hédonici vytvořili jistou etiku svobody.
Lidské vědění je odvozeno od smyslového vnímání (sensualismus). Předmětem vědění je obsah našich pocitů. O vnějších věcech nemůžeme mít ucelené vědění, ale máme pocity, a tak víme, co v nás tyto vnější věci vyvolávají. Lidské poznání se redukuje na to, co je člověku příjemné nebo nepříjemné. Všechno, co zaručuje slast, je dobré a užitečné.

## Citáty
- Jako ti, co velmi mnoho jedí, nejsou zdravější než ti, co jedí jen tolik, kolik potřebují, nejsou moudří ani ti, kteří čtou mnoho, ale ti, kteří čtou užitečné věci.[12]
- Náš je jen přítomný okamžik.

## Zajímavosti
O Aristippovi kolovala ve starověku řada historek, jejichž hodnověrnost se nedá ověřit. Z anekdot, které zaznamenal Diogenes Laertios, uvádíme na ukázku následující:
- Aristippos i Platón společně pobývali určitou dobu na dvoře syrakuského vladaře Dionýsia. Když jednou Platón Aristippa plísnil pro jeho nákladný život, otázal se ho Aristippos: „Zdali pak se ti Dionýsios zdá být dobrým člověkem?" A když Platón přisvědčil, pokračoval: „A přece žije nákladněji než já; nic tedy nebrání v tom žít nákladně a přitom dobře."
- Když jednou vladař Dionýsios vyprskl Aristippovi do tváře víno, snesl to, a když se kdosi pohoršoval nad jeho lhostejností, řekl mu: „Rybáři se nechávají postřikovat mořskou vodou, aby ulovili sledě, a já bych neměl snést postřikování vínem, abych chytil velrybu?"
- Vladař Dionýsios obdaroval při nějaké příležitosti Aristippa penězi, zatímco Platón dostal knihu. Když se nad tím kdosi pohoršoval, řekl Aristippos: „Já potřebuji peníze, kdežto Platón knihy."
- Jednoho dne prosil Aristippos Dionýsia za svého přítele, a když nemohl dosíci splnění své prosby, padl mu k nohám. Když se mu proto kdosi posmíval, řekl: „Nejsem vinen já, nýbrž Dionýsios, protože má uši na nohou."
- Když Aristippovi kdosi vytýkal, že žije s hetérou, řekl: „Zdali pak je nějaký rozdíl mezi domem, v němž kdysi bydlelo mnoho lidí, a domem, v němž nebydlel nikdo?" A když tázaný odpověděl, že ne, pokračoval: „A co mezi plavbou na lodi, v níž se už plavily tisíce lidí, a na lodi, v níž se dosud neplavil nikdo?" „Naprosto žádný", odpověděl tázaný. „Není tedy rozdílu mezi ženou, které již užili mnozí, a ženou, které ještě neužil nikdo," řekl Aristippos.
- Aristippos obcoval též s hetérou Láidou. K lidem, kteří se proto na něho horšili, pravil: „Já mám Láidu, nikoliv však ona mne; je totiž nejlepší ovládat rozkoše a nepoddávat se jim, nikoli vůbec jich neužívat."
- Kdysi přišel k němu sofista Polyxenos a spatřiv ženy a drahá jídla, začal mu dělat výčitky. Po chvíli se ho Aristippos tázal: „Mohl bys i ty dnes s námi pobýt?" A když Polyxenos přisvědčil, pravil: „Proč ses tedy horšil? Zdá se, že mi nemáš za zlé ani tak lahůdky jako výlohy za ně."
- Kdosi Aristippovi vyčetl, že zavrhl vlastního syna, jako by se ani nebyl z něho zrodil. Na to on: „I o hlenu a vších víme, že vznikají z nás, a přece je odvrhujeme od sebe co nejdále jako něco neužitečného."
- Aristippos jednou s požitkem čichal k voňavce a zvolal: „Prokletí změkčilci, kteří zprofanovali něco tak příjemného!"[14]